# Обуховицька сільська рада
| Обуховицька сільська рада — орган місцевого самоврядування у Іванківському районі Київської області з адміністративним центром у с. Обуховичі. Водоймища на території, підпорядкованій даній раді: річка Мурава. Сільській раді підпорядковані населені пункти: - с. Обуховичі - с. Станішівка |

## Склад ради
Рада складається з 16 депутатів та голови.

### Керівний склад ради
| ПІБ                        | Основні відомості                                                             | Дата обрання | Дата звільнення |
| -------------------------- | ----------------------------------------------------------------------------- | ------------ | --------------- |
| Притика Михайло Васильович | Сільський голова, 1964 року народження, освіта, безпартійний                  | 26.03.2006   | 31.10.2010      |
| Притика Михайло Васильович | Сільський голова, 1964 року народження, освіта середня загальна, безпартійний | 31.10.2010   |                 |

Примітка: таблиця складена за даними джерела